# Кузовкін Микола Іванович
Кузовкін Микола Іванович (рос. Кузовкин Николай Иванович, сценічне ім'я — Ніколаєв, нар. 4 лютого 1866, Москва — пом. ?) — російський театральний актор, антрепренер, власник театральної школи Марії Морської в Одесі. Чоловік актриси Марії Морської (Овчаренко, Ліхманович).

## Життєпис
Народився 4 лютого 1866 року в Москві. 1891 — актор Братолюбного товариства. 1893 — одружився з актрисою Марією Ліхманович. 1896 — разом з дружиною переїхали до Києва, де стали акторами театру Соловцова. 1899 — працює в Одесі. 1901 — працює в Санкт-Петербурзі. 1902 — актор театру драматичної трупи Бориса Горіна-Горяйнова та М. Свободіна (Гатчина). 1903 — знову в Одесі, де працює актором літнього театру «На большом фонтане». 1903—1905 — актор і співзасновник драматичної трупи Олександра Сибірякова. 1907 — актор Одеського міського театру. 1908 — керівник театру «Гармонія». 1909 — власник театрального бюро Дарського та театральної школи Марії Морської в Одесі.

## Ролі
- Артельщик від Бурдьє («Плоди освіти» Л. М. Толстого), 1891